# This Dust Was Once the Man

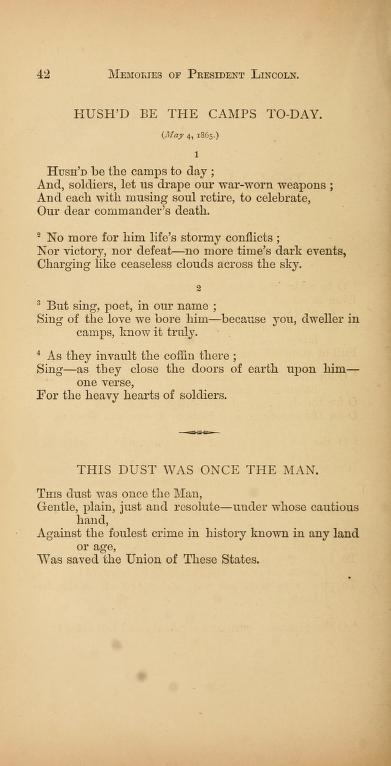
Página 42 de Leaves of Grass de 1871, parte do grupo "Memories of President Lincoln", que contém a elegia "This Dust Was Once the Man" e "Hush'd Be the Camps To-Day"

"This Dust Was Once the Man" é uma breve elegia escrita por Walt Whitman em 1871. Foi dedicado a Abraham Lincoln, o 16.º presidente dos Estados Unidos, a quem Whitman muito admirava. O poema foi escrito seis anos após o assassinato de Lincoln. Whitman havia escrito três poemas anteriores sobre Lincoln, todos em 1865: "O Captain! My Captain!", "When Lilacs Last in the Dooryard Bloom'd" e "Hush'd Be the Camps To-Day".
O poema não atraiu muita atenção individual, embora tenha sido recebido positivamente e analisado várias vezes. O poema descreve Lincoln como tendo salvo a união dos Estados Unidos do "crime mais sujo da história", uma linha de pensamento para a qual existem interpretações conflituantes. Geralmente é visto como se referindo à secessão dos Estados Confederados da América, à escravidão ou ao assassinato de Lincoln.

## Antecedentes
Embora nunca se tenham conhecido, o poeta Walt Whitman viu Abraham Lincoln, o 16.º presidente dos Estados Unidos, várias vezes entre 1861 e 1865, às vezes de perto. Whitman notou pela primeira vez o que o estudioso de Whitman, Gregory Eiselein, descreve como a "aparência impressionante" e a "dignidade despretensiosa" do presidente eleito. Whitman escreveu que confiava no "tacto sobrenatural" e no "génio ocidental idiomático" de Lincoln. A sua admiração por Lincoln cresceu nos anos que se seguiram; Whitman escreveu em Outubro de 1863: "Eu amo o presidente pessoalmente." Whitman considerava que ele e Lincoln estavam "flutuando na mesma corrente" e "enraizados no mesmo terreno". Whitman e Lincoln compartilhavam visões semelhantes sobre a escravidão e a União, e semelhanças foram observadas nos seus estilos literários e inspirações. Whitman declarou mais tarde que "Lincoln fica quase mais perto de mim do que qualquer outra pessoa". Como presidente, Lincoln liderou a União durante a Guerra Civil Americana.
Há um relato de Lincoln lendo a colecção de poesia Leaves of Grass de Whitman no seu escritório, e outro do presidente dizendo "Bem, ele parece um homem!" ao ver Whitman em Washington, D.C., mas esses relatos podem ser fictícios. O assassinato de Lincoln em meados de Abril de 1865 comoveu muito Whitman, que escreveu vários poemas em homenagem ao presidente caído. "O Captain! My Captain!", "When Lilacs Last in the Dooryard Bloom'd", "Hush'd Be the Camps To-Day" e "This Dust Was Once the Man" foram todos escritos como sequências da colecção de poesia Drum-Taps de Whitman. Os poemas não mencionam especificamente Lincoln, embora transformem o assassinato do presidente numa espécie de martírio.

## Texto
This dust was once the Man,

Gentle, plain, just and resolute—under whose cautious hand,

Against the foulest crime in history known in any land or age,

Was saved the Union of These States.

## Histórico de publicação
Whitman escreveu o poema em 1871 e publicou-o em "President Lincoln's Burial Hymn" de Passage to India, uma colecção de poesia destinada a ser um suplemento para Leaves of Grass. Foi republicado em "Memories of President Lincoln", primeiro na edição de 1871 – 1872 de Leaves of Grass. É o único poema neste agrupamento que não apareceu pela primeira vez nas colecções de poesia Drum-Taps ou Sequel to Drum-Taps. O poema não foi revisto após a sua primeira publicação.

## Análise
Em contraste com os poemas anteriores de Whitman sobre Lincoln, que o descrevem como um líder, como um amigo ou como "uma alma sábia e doce", aqui ele é descrito simplesmente como pó. A crítica literária Helen Vendler considera-o o epitáfio de Lincoln. Whitman "agarra o pó para si mesmo". Ela então argumenta que o epitáfio é desequilibrado. Metade do significado do poema está contido em "este pó", e as trinta palavras seguintes constituem a outra metade. Ela observa que a poeira é leve, enquanto o próprio Lincoln possui "peso histórico complexo". Na segunda linha, Vendler observa a diferença entre 'gentil', que ela considera uma palavra "pessoal", e o descritor final, "oficial", de 'resoluto'. Ela considera surpreendente que Lincoln nunca seja descrito por um verbo activo, mas sim como primus inter pares, a mão orientadora 'cautelosa' da nação.
Whitman escreve na terceira linha: "o crime mais sujo da história conhecido em qualquer país ou época." A frase "crime mais sujo" provavelmente veio de Battle-Pieces and Aspects of the War de Herman Melville. Embora Melville seja geralmente considerado uma referência à escravidão, o estudioso de Whitman, Ed Folsom, escreveu em 2019 que o "crime mais sujo" de Whitman é visto não como escravidão, mas como o assassinato de Lincoln ou a secessão dos Estados Confederados da América; ele escreveu anteriormente que a última interpretação foi favorecida pelos estudiosos de Whitman. Após argumentar a favor da interpretação da secessão, Edward W. Huffstetler escreveu na The Walt Whitman Encyclopedia que "This Dust" expressa o "tom mais amargo" de Whitman no sul. Em Lincoln and The Poets, William Wilson Betts escreveu a favor do assassinato de Lincoln como sendo o "crime mais sujo", e, em contraste, Vendler escreve que o uso de Whitman de "crime mais sujo" é um eufemismo para se referir à escravidão. Roy Morris, um historiador da era da Guerra Civil, considera o crime como "uma guerra civil comovente que encheu os hospitais da capital com os corpos arruinados de belos jovens soldados".
Em Secular Lyric, o professor de inglês John Michael faz comparações entre o poema e o Livro de Oração Comum, dizendo que o poema salienta a "materialidade do corpo" e transmite pesar através do "eufemismo" por não usar métodos retóricos padrão para transmitir sentimento. Para Michael, fazer referência à preservação da União por Lincoln torna o seu assassinato mais significativo. Michael destaca particularmente a simplicidade de descrever Lincoln como pó, observando que Whitman não depende de metáforas ou outros dispositivos poéticos para transmitir a morte de Lincoln, em oposição a "O Captain! My Captain!" que utiliza a metáfora do navio do estado e faz de Lincoln uma figura quase religiosa. Em vez disso, Whitman força o leitor a enfrentar a dura realidade da morte, pois Lincoln foi reduzido a pó.
O estudioso literário Deak Nabers observa que Whitman não menciona a emancipação no epitáfio, com o cuidado de não atribuir a salvação da União ao próprio Lincoln, em vez disso, diz que foi preservada "sob a mão [de Lincoln]". Nabers faz comparações entre o poema e o poema "The House-Top" de Melville e o romance Clotel de William Wells Brown. A linha final do poema inverte o padrão "Estados Unidos foi salvo" para "Foi salva a União desses Estados", que Vendler conclui sintaticamente colocando a União no clímax do poema. Vendler conclui a sua análise dizendo que o poema é "sucinto", tem "taciturnidade romana" e torna "o pó [...] igual em peso à salvação da União".

## Recepção
Em 1943, o crítico literário Henry Seidel Canby escreveu que os poemas de Whitman sobre Lincoln ficaram conhecidos como "os poemas de Lincoln" e observou as "linhas finas" de "This Dust". William E. Barton escreveu em 1965 que sem o sucesso de "O Captain" e "Lilacs", "This Dust" e "Hush'd be the Camps" teriam atraído pouca atenção e acrescentado pouco à reputação de Whitman. A filósofa Martha Nussbaum considera o epitáfio "uma das declarações mais simples e eloquentes de Whitman". Em 1965, Ramsey Clark, o procurador-geral dos Estados Unidos, leu parte do poema para um sub-comité do Comité Judiciário da Câmara dos Estados Unidos durante uma audiência sobre a criação de penalidades para o assassinato do presidente após o assassinato de John F. Kennedy.